# Ptecticus quadrifasciatus
Ptecticus quadrifasciatus är en tvåvingeart som först beskrevs av Walker 1860.  Ptecticus quadrifasciatus ingår i släktet Ptecticus och familjen vapenflugor. Inga underarter finns listade i Catalogue of Life.